# Zavod za sigurnost informacijskih sustava
Zavod za sigurnost informacijskih sustava središnje je državno tijelo RH za obavljanje poslova u tehničkim područjima informacijske sigurnosti državnih tijela što obuhvaća standarde sigurnosti informacijskih sustava, sigurnosne akreditacije informacijskih sustava, upravljanje kriptomaterijalima koji se koriste u razmjeni klasificiranih podataka te koordinaciju prevencije i odgovora na računalne ugroze sigurnosti informacijske sigurnosti.
ZSIS je nadležan za aktivnosti vezane uz sigurnost informacijskih sustava i mreža državnih tijela, upravljanje kriptomaterijalima koji se koriste u razmjeni klasificiranih podataka između državnih tijela i stranih država i organizacija te koordinaciju prevencije i otklanjanja problema vezanih uz sigurnost računalnih mreža u državnim tijelima.
Imenovanjem ravnatelja ZSIS-a u lipnju 2007. godine, ZSIS počinje s radom. Jedna od prvih zadaća ZSIS-a, temeljem Zakona o informacijskoj sigurnosti, članak 18, jest reguliranje standarda tehničkih područja sigurnosti informacijskih sustava pravilnicima koji će se primjenjivati na sva državna tijela, tijela jedinica lokalne i područne (regionalne) samouprave, pravne osobe s javnim ovlastima koje u svom djelokrugu koriste klasificirane i neklasificirane podatke kao i na pravne i fizičke osobe koje ostvaruju pristup ili postupaju s klasificiranim podacima.
Osim donošenja navedenih Pravilnika, ZSIS je zadužen i za trajno usklađivanje standarda tehničkih područja sigurnosti informacijskih sustava u Republici Hrvatskoj s međunarodnim standardima i preporukama kao i za sudjelovanje u nacionalnoj normizaciji područja sigurnosti informacijskih sustava.

## Vanjske poveznice
- službene internetske stranice